# Christ crucifié (Vélasquez)
Pour les articles homonymes, voir Crucifixion (homonymie).
Le Christ crucifié, ou le Christ de San Placido, est une peinture à l'huile sur toile de Vélasquez, conservée au musée du Prado depuis 1829. Au cours de son premier voyage en Italie entre 1629 et 1630, Velázquez a pu étudier les œuvres des grands maîtres italiens. Ses études de nus d’œuvres classiques apparaissent dans La Forge de Vulcain  et de La Tunique de Joseph, peints là-bas. Ces études ont pu permettre au maître de peindre ce nu, qui fusionne la sérénité, la dignité et la noblesse du personnage. C'est un nu frontal et complet, sans contexte narratif avec lequel Vélásquez fait une démonstration de sa maîtrise et permet au spectateur de saisir la beauté physique et l'expression sereine de la figure du Christ. Par sa spiritualité et son mystère, cette œuvre a inspiré à l'écrivain et philosophe espagnol Miguel de Unamuno un long poème intitulé Le Christ de Velázquez .

## Description du tableau
Velázquez a peint un Christ apollinien, au contenu dramatique, sans insister sur le sang, bien que celui-ci ait été plus visible à l'origine. Bien que mort, le Christ ne s’effondre pas, évitant une tension sur les bras. Le Christ s’appuie sur quatre clous, comme l'a recommandé son beau-père Francisco Pacheco dans son iconographie. La croix est lisse avec des nœuds de bois. Un écriteau indique le titre en hébreu, grec et latin. Ses pieds reposent  fermement sur un marchepied. La croix est plantée sur un petit monticule découvert lors des dernières restaurations. Sur un fond gris-vert sur laquelle se projette l'ombre de la croix illuminée de la gauche, le corps est modelé avec pâte épaisse, largement étalée, en mettant l'accent sur le modelé et l'éclairage. Certaines parties sont « rayées » par le peintre avec la pointe du pinceau encore humide, ce qui rend une texture particulière, notamment autour des cheveux tombants et des épaules. Comme dans les nus de La Forge de Vulcain, les ombres sont obtenues en examinant avec des  coups de pinceau très dilués et de même couleur, ombrageant par zones irrégulières les carnations déjà terminées.
En cherchant le plus grand naturel lors de l’exécution, Vélasquez rectifie les positions des jambes qui initialement se croisaient et étaient presque unies. En écartant le pied gauche, il dote la figure d’un meilleur mouvement, et met la hanche dans un contrapposto classique qui fait reposer le poids du corps sur la jambe droite. Le pagne, très petit, permet de mettre l’accent sur le corps nu. C’est la partie de la toile où la peinture est la plus épaisse, avec des effets de lumière obtenus au moyen de touches de couleurs blanc de plomb appliquées sur une surface achevée. La tête est enrobée d’une étroite auréole de lumière qui semble émaner de la figure elle-même, le visage tombe sur sa poitrine laissant voir les traits nobles ; le nez est droit. Plus de la moitié du visage est couverte de longs cheveux qui tombent d'aplomb.

## Iconographie des quatre clous
Francisco Pacheco, maître et beau-père de Velázquez défendit cette peinture à quatre clous dans une lettre de 1620 et récupérée par la suite avec une œuvre de Francisco de Rioja, dans son traité sur l'Art de la peinture. Pacheco, s’appuyant sur les argumentations historiques de Francisco de Rioja et de l’Italien Angelo Rocca, évêque de Tagasta qui en 1609 avait publié un bref traité sur cette question, avec des indications contenues dans les révélations de la Sainte Brigade, soutenait que les peintures de crucifixions à quatre clous étaient plus anciennes et faisaient plus autorité que celles à trois clous avec les pieds croisés.
Francisco de Rioja s’appuyait extensivement sur les écrits de Lucas de Tuy, ennemi des hérétiques de León qu’il prenait pour des cathares et qui soutenait encore au début du XIIIe siècle dans De altera vita fideique controverssis adversus Albigensum errores que la coutume de représenter le Christ en croix avec trois clous était d’origine manichéenne et avait été introduite en Gaule par les Albigeois puis dans la province de Leon par un Français, un certain Arnaldo. Pour Lucas de Tuy la crucifixion à trois clous avait été adoptée pour minorer la révérence au crucifix, il s’opposait fermement à sa représentation.
Après avoir été introduit en Italie par Nicola Pisano, la représentation gothique de la crucifixion à trois clous imputa également cette invention qu’il condamnait à des artistes français qui l’auraient adoptée pour donner plus de vivacité à leurs images. Dans tous les cas, à partir du XIIIe siècle, la représentation qui s’imposa partout fut celle de la crucifixion gothique douloureuse, qui fit oublier la crucifixion à quatre clous. Aussi lorsque Pacheco voulut reconquérir ce modèle ancien, il dut se défendre de vouloir introduire des nouveautés. Pour défendre sa proposition, Pacheco parle d’un modèle fondu en bronze à Séville par le plâtrier Juan Bautista Franconio, que lui-même avait polychromé et qui reproduisait un Christ de Jacopo Del Duca inspiré par des dessins de Michel-Ange et actuellement au Musée national de Naples[réf. nécessaire].
Comme le rappelle également Pacheco, le modèle que représente un Christ mort, avec la tête tombante et attaché à la croix avec quatre clous, jambes croisées sur un marchepied, a pour effet de tendre le corps et d’agrandir le tronc sans rompre la symétrie. Il suivit en cela Juan Martínez Montañés et son populaire Christ de la Clémence de la cathédrale de Séville. Pacheco rencontra chez Francisco de Rioja l’érudit qui avalisait sa représentation à quatre clous. Fernando Enríquez de Ribera, IIIe duc d’Alcalá, en désaccord avec lui sur la représentation du titre de la croix, l’appuya également sur ce point. En 1619, Rioja lui écrivit que ce modèle restituait les représentations anciennes. Mais Rioja vantait également les qualités esthétiques de ce choix. Comme le souligne Lucas de Tuy, c’est une manière de représenter naturellement le Christ debout sur le marchepied, « sans cette horrible torsion, ainsi qu’il convient à la majesté et la grandeur du Christ notre Seigneur ». Pour eux, bien qu’un Calvaire de 1638 avait peint un Christ[pas clair] avec quatre clous et avec les jambes croisées, Pacheco préféra un modèle distinct de celui de Michel Ange, et repris d’un dessin d'Albrecht Dürer qu’il avait pu voir dans un livre qui n’a pas pu être localisé. Ce Christ a les jambes parallèles et les pieds fermement appuyés sur le marchepied, bien que cette position implique des effets peu dynamiques, et donc, éloignés des approches des maniéristes et du pathos du baroque.
C’est également ce modèle que suivit Velázquez, bien que pour atteindre un plus grand naturalisme, il fit tomber le poids du corps sur la jambe droite avec un léger balancement de la hanche. La comparaison avec les modèles de Pacheco, qui dote ses Christs de quatre clous donne l’apparence d’une reconstruction archéologique, et permet d’établir les différences les plus importantes entre le maître et son élève. Pacheco s’efforce de peintre les muscles et les tendons alors que Velázquez peint délicatement l’épiderme meurtri par lequel il suggère le squelette et la masse musculaire et que l'on ne perçoit que sous la forme d’ombres discontinues. Son corps est véridique, trop humain pour certains. De sa solitude – c’est une image sacrée sans contexte narratif – nait une forte charge émotive et de dévotion. Le Christ et le spectateurs sont laissés seuls.

## Histoire du tableau
Le tableau fut décrit par Antonio Palomino comme un Christ en croix mort, naturaliste, 

« qui est dans le cloître du couvent de San Placido de cette cour, bien qu’aujourd’hui il y en ait un autre dans celui de la Bonne Parole, qui est une copie très fidèle, dans le premier autel à main droite, lorsqu’on entre dans l’église ; l’un et l’autre ont deux clous dans les pieds et reposent sur un marchepied, en suivant l’opinion du beau père à propos des quatre clous »

— Palomino
Du cloître, dans un lieu indéterminé, il passa à la sacristie construite entre 1655 et 1685 à côté de la nouvelle église du couvent des sœurs bénédictines du couvent San Plácido où il fut vu par Antonio Ponz et Juan Agustín Ceán Bermúdez. Peu après 1804, il fut acheté au couvent par Manuel Godoy et passa à son épouse la comtesse de Chinchón. En 1826, durant son exil à Paris, la comtesse tenta de vendre la toile, sans succès, et à sa mort en 1828 son gendre duc de San Fernando de Quiroga en hérita et en fit cadeau au roi  Ferdinand VII. Elle rejoignit le musée du Prado en 1829.
La date de son exécution est controversée. Palomino parle de lui après le portrait du duc de Módena qui visita Madrid en 1638 et cette date est admise par Aureliano de Beruete. On doit également prendre en compte que de 1637 à 1640 le Pronotaire d’Aragon, Jeronimo de Villanueva, dont on suppose qu’il fut à l’origine de la commande, fit une donation de certaines de ses peintures au couvent de Saint-Placido.
Cependant, la forte noirceur du tableau, attribuée à l’utilisation de cirage, fait penser à certains critiques tels qu’Enrique Lafuente Ferrari et Élisabeth du Gué Trapier, qu’il a pu être peint à une époque antérieure à son premier voyage en Italie, en 1629, bien que du point de vue des  motifs stylistiques, et en particulier du sujet du nu, la majeure partie des critiques date généralement son exécution de son retour immédiat d’Italie, où c’était un sujet fréquent.
Le torse fut reproduit dans un autre Christ en Croix de plus petit format, avec la signature et date (non autographes)  «Do. Velázquez fa 1631», et conservée également au musée du Prado. Ce Christ est vif, avec la tête levée, les bras tendus et un paysage comme fond.